# The Ultimate Collection (album, ELO)
The Ultimate Collection je dvojni kompilacijski album skupine Electric Light Orchestra (ELO), ki je izšel leta 2001.

## Seznam skladb

### Disk 1
Vse pesmi je napisal in uglasbil Jeff Lynne.
| Št. | Naslov                                  | Z albuma                                     | Dolžina |
| --- | --------------------------------------- | -------------------------------------------- | ------- |
| 1.  | „Hold on Tight‟                         | Time, 1981                                   | 3:06    |
| 2.  | „Rock 'n' Roll Is King‟ (singl verzija) | Secret Messages, 1983                        | 3:05    |
| 3.  | „Calling America‟                       | Balance of Power, 1986                       | 3:28    |
| 4.  | „I'm Alive‟                             | Xanadu, 1980                                 | 3:43    |
| 5.  | „Confusion‟                             | Discovery, 1979                              | 3:40    |
| 6.  | „Last Train to London‟                  | Discovery                                    | 4:32    |
| 7.  | „Do Ya‟                                 | A New World Record, 1976                     | 3:32    |
| 8.  | „Showdown‟                              | On the Third Day, 1973 (ZDA); Showdown, 1974 | 4:10    |
| 9.  | „The Way Life's Meant to Be‟            | Time                                         | 4:39    |
| 10. | „Turn to Stone‟                         | Out of the Blue, 1977                        | 3:48    |
| 11. | „Here Is the News‟                      | Time                                         | 3:44    |
| 12. | „Evil Woman‟                            | Face the Music, 1975                         | 4:15    |
| 13. | „Can't Get It Out of My Head‟           | Eldorado, 1974                               | 4:26    |
| 14. | „Shine a Little Love‟                   | Discovery                                    | 4:10    |
| 15. | „Strange Magic‟                         | Face the Music                               | 4:07    |
| 16. | „Twilight‟                              | Time                                         | 3:42    |
| 17. | „Wild West Hero‟                        | Out of the Blue                              | 4:40    |
| 18. | „Nightrider‟ (7" verzija)               | Face the Music                               | 3:43    |
| 19. | „Xanadu‟ (z Olivio Newton-John)         | Xanadu                                       | 3:27    |

### Disk 2
Vse pesmi je napisal in uglasbil Jeff Lynne, razen »Roll Over Beethoven« Chuck Berry in Ludwig van Beethoven.
| Št. | Naslov                             | Z albuma                                     | Dolžina |
| --- | ---------------------------------- | -------------------------------------------- | ------- |
| 1.  | „Don't Bring Me Down‟              | Discovery                                    | 4:03    |
| 2.  | „Livin' Thing‟                     | A New World Record                           | 3:32    |
| 3.  | „All Over the World‟               | Xanadu                                       | 4:01    |
| 4.  | „Mr. Blue Sky‟                     | Out of the Blue                              | 5:03    |
| 5.  | „Sweet Talkin' Woman‟              | Out of the Blue                              | 3:47    |
| 6.  | „Don't Walk Away‟                  | Xanadu                                       | 4:39    |
| 7.  | „10538 Overture‟ (7" verzija)      | The Electric Light Orchestra/No Answer, 1971 | 3:56    |
| 8.  | „Secret Messages‟                  | Secret Messages                              | 3:34    |
| 9.  | „Ticket to the Moon‟               | Time                                         | 4:07    |
| 10. | „Telephone Line‟                   | A New World Record                           | 4:41    |
| 11. | „Ma-Ma-Ma Belle‟ (7" verzija)      | On the Third Day                             | 3:11    |
| 12. | „Rockaria!‟                        | A New World Record                           | 3:14    |
| 13. | „Getting to the Point‟             | Balance of Power                             | 4:29    |
| 14. | „Across the Border‟                | Out of the Blue                              | 3:51    |
| 15. | „Roll Over Beethoven‟ (7" verzija) | ELO 2, 1973                                  | 4:34    |
| 16. | „So Serious‟                       | Balance of Power                             | 2:41    |
| 17. | „Illusions in G Major‟             | Eldorado                                     | 2:38    |
| 18. | „The Diary of Horace Wimp‟         | Discovery                                    | 4:17    |
| 19. | „Four Little Diamonds‟             | Secret Messages                              | 4:06    |

## Lestvice
- Združeno kraljestvo 18. mesto,[1] BPI certifikat: Zlat
- Nemčija 63. mesto[2]